# Alia Muhammad Baker
Pour les articles homonymes, voir Baker.
Alia Muhammad Baker (aussi épelé « Baqer »), né en 1952 à Bassorah (Irak) et morte le 13 août 2021 dans cette même ville, est une bibliothécaire irakienne. Elle a sauvé environ 30 000 livres de la bibliothèque de sa ville natale de la destruction pendant la guerre d'Irak.

## Biographie
Alia Muhammad Baker est la bibliothécaire en chef de la bibliothèque centrale Al Basrah, à Bassorah en Irak. Elle a sauvé environ 30 000 livres de la destruction pendant la guerre d'Irak, y compris une biographie de Mahomet datant environ de l'an 1300.
Baker a travaillé dans cette bibliothèque pendant 14 ans. Alors que la guerre avec les États-Unis et le Royaume-Uni est survenue, les responsables gouvernementaux ont refusé sa demande que les livres soient déplacés pour être mis en sécurité. Elle a commencé à faire sortir des livres de la bibliothèque de son propre chef.
Avec une population chiite relativement peu favorable au régime de Hussein, Bassorah a été l'une des premières cibles de l'invasion de l'Irak en 2003 à partir de mars. Les forces de la coalition ont rencontré plus de résistance que prévu. La plupart des troupes américaines d'invasion, déplacées vers le nord, ont laissé Bassorah sous un siège de plusieurs semaines mené par les Britanniques. La ville fut bientôt atteinte par une « crise humanitaire » où les habitants manquaient à la fois d'eau et d'électricité,.
Les forces d'invasion (dont la Royal Australian Air Force) ont utilisé les bombardements et la guerre psychologique pendant le siège. Finalement, une grande colonne de chars irakiens a été détruite par les bombes de la RAF et 300 prisonniers ont été pris dans une bataille en dehors de la ville,,. Les troupes britanniques ont occupé la ville le 6 avril.
Baker a demandé de l'aide à la population locale pour faire passer les autres livres par-dessus le mur de deux mètres de la bibliothèque, vers la salle à manger du restaurant situé juste à côté. Avant la destruction de la bibliothèque, Baker a sauvé 70 % de la collection : 30 000 livres, y compris des livres en anglais et en arabe et un Coran en espagnol,.
La bibliothèque a été reconstruite en 2004 et Baker a été réintégrée en tant que bibliothécaire en chef.
L'histoire de la façon dont Baker a sauvé les livres de la bibliothèque a inspiré deux livres pour enfants : la Mission d'Alia et La bibliothécaire de Bassorah par Jeanette Winter (Harcourt 2005). Une partie de l'argent récoltée de la vente a été donnée à la bibliothèque.
Alia Muhammad Baker meurt le 13 août 2021 à la suite de complications dues à la COVID-19.

### Sources
- (en) David Jardine et Rahat Naqvi, « Learning not to Speak in Tongues : Thoughts on the Librarian of Basra », Canadian Journal of Education, vol. 31, no 3,‎ 2008, p. 639–666 (lire en ligne)